# Три Криниці
Три Криниці — село в Україні, у Новоборисівській сільській громаді Роздільнянського району Одеської області. Населення становить 26 осіб.
До 17 липня 2020 року було підпорядковане Великомихайлівському району, який був ліквідований.

## Населення
Згідно з переписом 1989 року населення села становило 37 осіб, з яких 14 чоловіків та 23 жінки.
За переписом населення 2001 року в селі мешкало 26 осіб.

### Мова
Розподіл населення за рідною мовою за даними перепису 2001 року:
| Мова       | Чисельність | Відсоток |
| ---------- | ----------- | -------- |
| українська | 24          | 92,31%   |
| російська  | 2           | 7,69%    |
| Усього     | 26          | 100%     |